# Chrysura radians
Chrysura radians – gatunek błonkówki z rodziny złotolitkowatych.
Błonkówka o ciele długości od 7 do 11 mm. Ubarwienie głowy i tułowia ma zwykle niebieskie do niebieskozielonego, czasem z dużymi złocistymi łatami na tym drugim. W widoku twarzowym policzki są zbieżne ku dołowi. Szew między leżącą poziomo zatarczką a pozatułowiem odgranicza poziomą część mezosomy od części opadającej. Zaplecze ma trójkątną, połyskującą jamkę w części przednio-grzbietowej, a jego boczne wyrostki są kanciaste. Pozatułów ma trójkątne kąty z nieco wklęsłymi krawędziami zewnętrznymi. Punktowanie powierzchni gaster obejmuje punkty małe i duże, a przestrzenie międzypunktowe są błyszczące. U samic trzeci tergit gaster ma ścięty tył.
Larwy są pasożytami pszczół z gatunków: Osmia adunca, Osmia aenea, Osmia caementaria, Osmia coerulescens, Osmia fulviventris, Osmia leayana, Osmia melanogastra, Osmia solskyi i Megachile parietina oraz osy Euodynerus dantici. W Polsce prawdopodobnie ma dwa pokolenia w roku. Imagines w Polsce latają od maja do początku września. 
Owad o rozprzestrzenieniu pontyjsko-atlantyckim. W Europie znany z Portugalii, Hiszpanii, Wielkiej Brytanii, Francji, Belgii, Niemiec, Danii, Szwecji, Norwegii, Szwajcarii, Austrii, Włoch, Estonii, Łotwy, Litwy, Polski, Czech, Słowacji, Węgier, Białorusi, Ukrainy, Mołdawii, Rumunii, Bułgarii, Chorwacji, Albanii, Macedonii, Grecji i Krymu. Ponadto występuje w Maroku, Algierii, Tunezji, Libii, Egipcie, na Cyprze i Bliskim Wschodzie. Zasiedla głównie lasy. W 2002 umieszczony na Czerwonej liście zwierząt ginących i zagrożonych w Polsce jako gatunek najmniejszej troski.